# The Wild One (film, 2023)
Pour les articles homonymes, voir Wild One (homonymie).
Pour plus de détails, voir Fiche technique et Distribution.
The Wild One est un film français réalisé par Tessa Louise-Salomé et sorti en 2023, sur la vie, l'œuvre et l'influence de Jack Garfein (1930-2019).
En 2022, le film a remporté le Prix de la Meilleure Photographie au Festival du Film de Tribeca.
Narré par Willem Dafoe, le documentaire contient des interviews inédites de Jack Garfein, Irène Jacob, Foster Hirsch, Peter Bogdanovich et plusieurs autres artistes. Sa structure entrelace le récit par Garfein de sa jeunesse dans les camps de concentration, avec sa carrière à Broadway dans les années 1950 jusqu’à son ascension à Hollywood où il fonde l’Actors Studio West avec Paul Newman et réalise deux films: Demain ce seront des hommes (1957) et Au bout de la nuit (1961), avant de disparaître des yeux du public.

## Synopsis
La vie de Jack Garfein, survivant de la Shoah, metteur en scène et grande figure de l'Actors Studio, à travers des archives de sa vie et de ses films, des témoignages de proches et de personnes l'ayant connu.
Après avoir survécut à onze camps de concentration, Jack Garfein, adolescent et orphelin, a immigré aux États-Unis en 1946. Il a là-bas atteint un succès précoce – jeune prodige de la scène théâtrale à Broadway, réalisateur prometteur d'Hollywood, protégé de Lee Strasberg, ami et collaborateur de Elia Kazan, et plus tard de Marilyn Monroe, il a développé sa propre technique de jeu "comme unmécanisme de survie", prenant racine dans son expérience des camps de concentration, où il a du "endosser des rôles" pour survivre - créant plus tard avec Paul Newman la branche Hollywood de l’Actors Studio, devenant ainsi un mentor pour de nombreux acteurs.
La carrière de Garfein, pourtant, a été marquée par une chute précipitée. Ses deux films ont subi la colère des censeurs, et, en refusant de se soumettre aux demandes des Studios, il a provoqué son exil prématuré de Hollywood.
La représentation des brimades hiérarchiques dans Demain ce seront des hommes (1957) et leur dissimulation, ainsi que le focus d’Au bout de la nuit (1961) sur le viol brutal et l'effondrement mental d'une adolescente, rappellent ses traumas en tant que survivant de l'Holocauste dans un paysage post- guerre.
Jack Garfein a produit des œuvres qui résonnent avec une lucidité avant-gardiste dans leur sous-texte politique et qui commentent l'Amérique conservatrice des années 1950, confrontant et exposant des problématiques de ségrégation raciale, de violence sexuelle,et de fascisme militaire.

## Fiche technique
- Titre original: The Wild One
- Réalisation: Tessa Louise-Salomé
- Scénario: Tessa Louise-Salomé, Sarah Contou-Terquem, en collaboration avec Elizabeth Schub Kamir
- Musique: Gael Rakotondrabe
- Photographie: Boris Levy
- Montage: Simon Le Berre
- Production: Lynda Weinman, Solveig Rawas, Octavia Peissel
- Sociétés de production: Petite Maison Production, Tessa Louise-Salomé, Chantal Perrin
- Pays de production:  France
- Langue originale: anglais, français
- Genre: documentaire
- Durée: 94 minutes
- Dates de sortie: France: 10 mai 2023

## Distribution
- Narrateur : Willem Dafoe
- Jack Garfein
- Blanche Baker, fille de Jack Garfein et Carroll Baker
- Peter Bogdanovich
- Patricia Bosworth
- Dick Guttman
- Geoffrey Horne
- Foster Hirsch
- Irène Jacob
- Kate Rennebohm
- Bobby Soto

## Production
Tessa Louise-Salomé est une réalisatrice, scénariste et productrice établie à Paris. Ses films en tant que réalisatrice comprennent Mr. X, sélectionné en compétition au Festival du film de Sundance. Tessa Louise-Salomé rencontre Jack Garfein en 2015, alors qu'il était professeur de théâtre dans une école à Paris. Intriguée par sa vie, elle commence à travailler sur un biopic début 2016. Impressionnée par la voix de Willem Dafoe dans Sculpt, film d'art de Loris Gréaud, elle choisit l'acteur pour narrer l'histoire de Garfein dans The Wild One.
Afin de retracer l'enfance et la vie de Jack Garfein, le tournage s'est déroulé notamment en Europe et aux États-Unis, pour un total de cinq pays différents. Le montage de Simon Le Berre associe le travail du directeur de la photographie Boris Levy à de nombreuses images d'archives.

## Accueil
Le film est sorti en salle le 10 mai 2023 en France.

### Festivals
The Wild One a été présenté en première mondiale au Festival du Film de Tribeca en 2022, en compétition officielle, où il a remporté le prix de la meilleure photographie. Il a ensuite été projeté dans de nombreux festivals, comme le Festival du cinéma américain de Deauville. (première française, 2022), le UK Jewish Film Festival (2022), le Denver Film Festival (2022)le Festival international du Film de Cork (2022), l'American Film Festival à Wroclaw (2022)Jewish Film Festival Australia (2022), le Festival international du Film de La Roche-sur-Yon (2022), et enfin au Festival 2 Valenciennes où il a reçu la mention spéciale du Jury.

### Accueil Critique
The Wild One a été annoncé sur Variety en juin 2022 et reçu généralement des critiques positives aux États-Unis depuis sa première à Tribeca, ainsi qu'en France depuis sa sortie, avec quelques critiques mitigées. Le Parisien écrit que Tessa Louise-Salomé "maitrise formidablement son sujet", et L'Obs que la réalisatrice "capture des moments précieux". Cependant, Telerama dira que l'histoire de Garfein "reste ici un puzzle incomplet" et Le Monde critiquera l'utilisation de voix-off, cependant, David Ezan dans La Septième Obsession déclare que "la splendeur du film" se logerait dans sa capacité à "remonter aux origines secrètes de la pulsion créatrice" et Anne-Sophie Mercier du Canard Enchaîné considère le film comme "un hommage vibrant, émouvant, aussi passionnant sur le fond que séduisant par ses audaces formelles."